# Płaczki (województwo śląskie)
Płaczki – wieś w Polsce położona w województwie śląskim, w powiecie kłobuckim, w gminie Popów.
W latach 1975–1998 miejscowość położona była w województwie częstochowskim.